# ハンサム★スーツ
『ハンサム★スーツ』は、鈴木おさむによる日本の小説。及びこれを原作とした映画・漫画・テレビドラマ。

## あらすじ
亡き母親が遺した定食屋「こころ屋」を経営する男・大木琢郎は、料理上手で誰にでも分け隔てなく接する心優しい性格なのに、デブでブサイクな容姿から、生まれてこのかた女性と交際どころかモテたことすらない。美人のアルバイト店員・星野寛子に恋をした彼は思い切って告白するも、あっさりフラれてしまった上に、彼女はこころ屋を辞めてしまう。
そんなある日、友人の結婚式に着て行くスーツを買うために紳士服店を訪れた琢郎は、店長・白木の勧めで、着るだけでハンサムになれるスーツ、「ハンサムスーツ」を手に入れる。それを着ると琢郎は見事なまでにハンサムな男・光山杏仁に変身。街を歩けば、女性にはモテモテ、モデルにスカウトされて瞬く間に大人気と、幸せな人生を手に入れた様に思えた。杏仁の姿で寛子に出会った彼は再び告白するが、何故かまたもやフラれてしまう。一方、琢郎としての私生活では、寛子の後釜としてやってきた前向きで仕事のできる橋野本江のことがなぜか気になり始める。
そんな中、ハンサムスーツはお湯に濡れるとシワになってしまう事が判明。再び、紳士服店を訪れた琢郎は、お湯に濡れても大丈夫だが、それと引き換えに二度と元には戻れなくなる「パーフェクト･ハンサムスーツ」を勧められる。
その帰りに琢郎はバスの中で女性に「パーフェクト・ハンサムスーツ」を入れていた紙袋が当たってしまう。女性は琢郎を見るなり、痴漢と決めつける。当然痴漢などしていない琢郎は「言いがかりだ」というが、乗車していた男性に殴られ、さらに「あんたが痴漢しそうな顔をしている」と言われる。琢郎は「僕がハンサムだったら、同じ事をしていますか？」と聞くが、バカにされ、警察に捕まる。
ヨネさんと真介が警察署に迎えに来て、琢郎は釈放される。ヨネさんと真介は琢郎を励ますために飲みに行く提案をするが、琢郎はショックでそんな気にはならない。真介は琢郎に「俺たちはお前が痴漢してないのわかってるんだからな」と言うが、琢郎は「もうええねん」と1人で店に帰宅する。
帰宅すると、本江が店の仕込みをしながら琢郎の帰りを待っていた。本江は警察に腹を立てながら「琢郎さんが痴漢なんかするわけないのに」と言う。琢郎はふと、本江に「美人になって、本江さんに幸せになって欲しい」と言い、ハンサム・スーツの事を明かそうとするが、本江は「それは本当に幸せなんですか？」「琢郎さんが琢郎さんのままで何が悪いんですか？」と美人になる事も、琢郎が杏仁になろうとする事も拒否し、そのままの生活を望んだ。

## 登場人物
※「演」は映画版
大木琢郎（おおき たくろう）
演 - 塚地武雅（ドランクドラゴン）
本作の主人公。定食屋「こころ屋」の店主、愛称「ブタ郎」。33歳。身長163cm、体重98kg。鼻をよくほじる、80年代の親父ギャグを連発するなどの癖がある。心優しい性格で、食い逃げをしようとした空腹の男性をヨネさんが捕まえ怒鳴りつけているところを「今日はたまたま財布を忘れただけや」と許し、「うちの飯食って不幸になる人は出したくないねん」と言ったり、友人や客を大切にしている。イタリア修行経験もあり、かなりの料理上手。亡き母親の跡を継ぎ、定食屋を営む。腕前は確かでいつも店は開店前から行列が出来、混雑している。暗記力も良く常連客からの評判は良いが、デブでブサイクのせいで女性と付き合った事すらない。好きな曲は渡辺美里の「My Revolution」。アルバイト募集を見てやってきた寛子の優しさに惚れて採用し、寛子に告白したが寛子は告白の理由に拒否反応を示し、翌日から来なくなり、フラれてしまう。そんなある日、親友である狭間の結婚式のために訪れた紳士服店でハンサムスーツを手に入れる。
光山杏仁（ひかりやま あんにん）
演 - 谷原章介
琢郎がハンサムスーツを着たときの姿。約180cmの長身かつモデル体型の、イケメン。名前は「光のように輝き、山のように堂々として、杏仁豆腐のように甘くて優しい」意味から。以来、女性にモテるようになり、モデルにスカウトされて瞬く間に人気を集める。中身は琢郎のため、節々の言葉に料理人気質がでることがしばしば。中盤、寛子の前に颯爽と現れ、そのハンサムな容姿で彼女を魅了する。持ち前の陽気さでトップモデルの来香に気に入られ、キスを交わすような親密な関係になるなど、公私ともに順風満帆な日々を送る。終盤、自暴自棄となった琢郎の前に幻影として現れ、パーフェクトハンサムスーツの着用を提案する。
星野寛子（ほしの ひろこ）
演 - 北川景子
本作のヒロイン。「こころ屋」のアルバイト店員。21歳。気立てが良く淑やかな美人。琢郎が目の前でくしゃみをしても逃げずにティッシュを渡して心配したことからアルバイトとして採用される。幼い頃に男子からいじめられて以降、恋愛に対して臆病になる。男から外見でしか自分を見てもらえないことに不満を持っている。琢郎に告白されるも、その好意の要因が面食いと知って断り、「がっかりしました」と言い、店も辞めた。中盤、偶然出会った杏仁の姿となった琢郎の端麗な容姿と告白に瞬く間に夢中になる。琢郎の作ったナポリタンが大好物。ヨネさんに「何故うちにバイトに来たの？」と訊ねられ、学生時代に「こころ屋」で食事中に食い逃げがあり、ヨネさんは食い逃げ犯を警察に突き出そうとしたが、琢郎が食い逃げ犯を「ただ財布を忘れただけや」と見逃し、「自分の店で食事をした人を不幸にしたくないねん」という言葉により琢郎に好意を持ったため。ヨネさんから「坊ちゃんは、何も変わってないよ～」と言われ安心した。
来香（らいか）
演 - 佐田真由美
本作のサブヒロイン。「ザウルス」所属のカリスマモデル。身長175cm。白いファーコートとサングラスを私服としていつも着用。どんなときでもポーカーフェイスに徹する、クールビューティー。仕事で周りがチヤホヤしたり、期待に応えようとすることに疲れて笑えなくなってしまったが、杏仁に化けた琢郎のギャグで笑顔が戻る。早くから彼に好意を抱いており、杏仁の電話相手に嫉妬したり、モデルの相手役に彼を抜擢するなど、徐々に距離を縮めていく。中盤、車内で杏仁にキスをし、自宅のソファーで行為に及ぼうとする、誕生日パーティーで杏仁を誘惑するなど、積極的なアプローチを行い、自身も杏仁の虜になっていく。杏仁もそのアプローチに応え、互いに恋人同士に近い関係を築くが、最終的に杏仁として生きていくことを止めた琢朗が寛子を選んだため、悲恋に終わる形となった。彼の正体は知らないが勘が鋭く、琢郎に戻った杏仁を見て悟ったらしく、琢郎に「さすが来香や…」と言わしめた。琢郎を見ても「ブサイク」とは呼ばなかったが「デブ」とは呼んでいた。
橋野本江（はしの もとえ）
演 - 大島美幸（森三中）
寛子が店を辞めた後、新たにアルバイトとしてやって来た女性。身長163cm、体重83kg。強烈な北関東訛りとおかめのような顔。明るく前向き。最初は常連客に「ブスだからダメだ」と言われるが、琢郎は「飯屋なんだから顔は関係ないやろ」と即採用。お昼の大混雑時にも料理をちゃんと運び、きちんと会計を暗記して見事に店をさばき、夜遅くまで琢郎の明日の仕込みまで手伝うほどの働き者であり、すぐ店の面々と打ち解けていく。愛想も元気も良く、常連客に「これで美人だったら最高なのにな!」と言われると「よく言われます」と笑顔をみせるほど冗談も通じ、どこか琢郎と似ていた。常連客たちも本江を気に入っていく。本江はいつでも琢郎を気にかけ、心配し、琢郎の味方であり、次第に琢郎は本江に惹かれていく。
神山修三（かみやま しゅうぞう）
演 - 伊武雅刀
モデル事務所「ザウルス」の社長。43歳。業界で最も勢いがあると評判。杏仁をスカウトする。見た目が胡散臭く、動きもオーバーだが、杏仁のモデルとしての才能を高く評価しており、杏仁の誕生日パーティーでは5千万円の契約金を提示する。
大沢勇気（おおさわ ゆうき）
演 - 山本裕典
人気モデルの男性。杏仁を「ド素人」と見下していたが、彼に人気が出たために敵視。杏仁の秘密を暴こうとするが、失敗を繰り返す。
白木（しらき）
演 - 中条きよし（スーツ着用時）、温水洋一（元の姿）
紳士服店の店長。ハンサムスーツの開発者で、実験台として前々から目を付けていた琢郎がスーツを買いにきたことからハンサムスーツを勧めた人物。実は、自身も当初はハンサムスーツを着ており、本来の姿は、琢郎曰く「インゲンマメ」。好物は杏仁豆腐。ある人物と意外な関係がある。
ヨネさん
演 - Bro.TOM
「こころ屋」でアルバイトをしている男性。琢郎のことは「坊ちゃん」と呼んでおり、ブサイクだとは言わず、心が優しい事を重要視している。博多から上京し、41歳になった現在もメジャーデビューの夢を諦めず、前向きにインディーズ活動を行い、レコード会社にデモテープを送っている。琢郎の母が生きてる頃からアルバイトしており、小さい頃から琢郎を見てきて全てを理解している、ある意味父親と呼べる存在だが、結構だらしなく、琢朗不在時は、店の切り盛りに苦労していた。琢郎の母のことは「さきちゃん」と呼んでいる。琢郎が痴漢の冤罪で逮捕された時に、迎えに来て何も言わずに優しく見守った。長く勤めているものの、大人数の注文は暗記出来ずに確認はするが全て琢郎任せ。
狭間真介
演 -池内博之
琢郎の大親友。ハザマ造船所を経営している。見た目は強面だが明るく元気で前向き、顔もイケメン。琢郎とは幼馴染で嫌味を言いながらも常に気にかけている良き理解者。足が不自由で車椅子を使用している。琢郎がブサイクと嘆いても「お前ブサイクじゃん? 俺、車椅子だよ?」と足が不自由でも偏見を持たない琢郎とは深い絆を持つ。琢郎の性格の良さを知っているため、自分の経験も含めて「見た目じゃない」と自信を持つ事を説いている。近々結婚予定の美人な彼女・久恵とラブラブで、赤ちゃん言葉で褒めたり、琢郎の前でもほっぺにチューしたりしている。琢郎に結婚式の招待状に「My Revolution」の曲が流れるハガキを送った。
谷山久恵
演 - 本上まなみ
真介のフィアンセ。美人で気立てが良くポジティブ。パンキッシュな服装。真介の経営する造船所で働きながら足の不自由な真介のサポートをしている。真介とは琢郎の前ですら後ろから抱きついたりとラブラブ。物事はハッキリ言い、琢郎が「俺、ブサイク?」と聞くと「そうだよ」と飄々と答えた。「見た目より中身」を重視するタイプで、真介の事も中身が好きで結婚した事を例に挙げて琢郎に「絶対に良い人が現れる」と断言している。琢郎が口からお茶を噴き出した時には驚いたが、逃げたりはしなかった。來香とは親友。
玲美
演 - 佐々木希
モデル事務所「ザウルス」モデル。今時の女子。勇気と行動するような場面が多い。杏仁に好意的であり、テンションも高い。

## 書誌情報
（集英社、2008年1月25日） ISBN 978-4-08-771204-9

## 映画
2008年11月1日公開。配給はアスミック・エース。興行収入は8.6億円。映画館大賞「映画館スタッフが選ぶ、2008年に最もスクリーンで輝いた映画」第68位。
スタッフ
- 監督：英勉
- ビジュアルディレクター：飯田かずな
- 脚本：鈴木おさむ
- 音楽：川口大輔
- VFX：オムニバス・ジャパン
- 特殊造型・特殊メイク：三木康次
- スタントコーディネーター：辻井啓伺
- フードコーディネーター：飯島奈美
- スタジオ：東映東京撮影所
- 現像：IMAGICA
- プロデューサー：山田雅子
- アソシエイトプロデューサー：蔵本憲昭、高橋雅奈
- アシスタントプロデューサー：伊達毅
- 特別協賛：洋服の青山
- 協賛：サッポロビール
- 製作プロダクション：アスミック・エース
- 製作協力：東北新社、サーマル
- 製作委員会メンバー：アスミック・エース、住友商事、ソニー・ミュージックエンタテインメント、電通、WOWOW、関西テレビ放送、集英社、Yahoo! JAPAN
- 上映時間：115分

### テーマ曲・挿入曲
「My Revolution」
唄：渡辺美里 作詞：川村真澄 作曲：小室哲哉 編曲：大村雅朗
主題歌
「マイ★レボリューション」
唄：Missing Linkと塚地武雅（ドランクドラゴン）　作詞：川村真澄 作曲：小室哲哉 編曲：YANAGIMAN Rapパートの作詞・作曲：Missing Link
挿入歌
「あすなろ」
唄：SunSet Swish　作詞：冨田勇樹　作曲：石田順三　編曲：鶴谷崇&SunSet Swish

### ソフト化
ハンサム★スーツ DVDスペシャル・エディション（DVD2枚組、2009年3月13日発売、発売元・アスミック・エース、販売元・角川映画）
- ディスク1：本編DVD

特報・劇場予告編・TVスポット集、視覚障がい者用音声ガイド
- ディスク2：特典DVD

オリジナル・ショート・ムービー「ブサイク★スーツ Feat.ドランクドラゴン鈴木拓」、谷原VS塚地 〜ハンサムVSブサイクの30日間戦争〜、琢郎の愉快な仲間たち、杏仁ワールドの住人たち、TGC裏側ドキュメント 〜10分間の軌跡〜、山本裕典 スマイル★レボリューション、鈴木おさむ×渡辺美里、ハンサム マイレボリューション、ブサイク マイレボリューション、ハンサムとは? インタビュー集、VFXメイキング1、2
- タイアップ映像集

ワーナーマイカルシネマズ用インタビュー、TOHOシネマズ用シネアド、Cineplexウェブ用コメント、UnitedCinemas「ハンサムはどっちだ? キャンペーン」告知映像、洋服の青山コラボTVスポット、花王ハンサムくん出演PV
- 劇場イベント映像集

制作発表、完成披露試写会、ハンサム100人試写会舞台挨拶、TFMホール試写会舞台挨拶、初日舞台挨拶、
- 初回限定特典

ブックレット（32P）、特製アウターケース（チェンジング仕様）
【TCE Blu-ray SELECTION】ハンサム★スーツ ブルーレイ スペシャル・エディション（BD1枚組、2012年9月5日発売、発売元・アスミック・エース、販売元・TCエンタテインメント）
オリジナル・ショート・ムービー「ブサイク★スーツ Feat.ドランクドラゴン鈴木拓」、スペシャル・コンテンツ「HOW TO ハンサム!」、劇場イベント「ハンサムへの道のり」、予告編集、視覚障がい者用音声ガイド

### 関連商品
- 小枝くり、堀乃月、眉月ジュン、吉田早織 著/鈴木おさむ 原案『ハンサム・スーツbコンピレーション』（集英社クイーンズコミックス、2008年10月17日） ISBN 978-4-08-865504-8

## 漫画
同タイトルの漫画が有賀照人によって「ビジネスジャンプ創刊23周年記念」として2008年第14号から2009年第5号まで連載。全2巻。内容は成人向け青年漫画としての描写が強い。
集英社ヤングジャンプコミックス
1. 2008年10月17日刊行　ISBN 978-4-08-877535-7
2. 2009年3月19日刊行　ISBN 978-4-08-877619-4

## テレビドラマ
ハンサム★スーツ THE TV
2009年3月31日の22:00-23:24にフジテレビジョン系列にて、舞台と一部の出演者を一新した単発スペシャルの テレビドラマとして放映された。視聴率13.3%。
映画版とは別物のアナザーストーリーである。主人公の喫茶店と、その近所に開店した巨大フードコートとの対決を基本設定に絡めている。秋山竜次と加藤ローサは『特急田中3号』、『デトロイト・メタル・シティ』に続く3度目の共演である。
あらすじ
不細工な容姿から辛い目に遭い続けた上野裕太郎は、いつも支えてきてくれた母・春江と共に喫茶店「シャンゼリゼ」を営んでいた。そんな中、近所に巨大フードコートが開店。全ての店員が美男子揃いのレストランが話題となり、「シャンゼリゼ」の客が激減、それが原因で裕太郎は母親と喧嘩して家出してしまう。
そして公園で一夜を明かした裕太郎は謎のハンサム男、光山杏仁に出会う。その後、ひょんな事から「ハンサムスーツ」を貰い、美男子・光山杏仁に変身。おかげで、店も徐々に活気を取り戻したが、杏仁の噂を聞きつけたフードコートのマネージャー・鷹宮に、料理対決を挑まれる。
キャスト
- 光山杏仁・黒杏仁：谷原章介
- 今井涼子：加藤ローサ
- 上野裕太郎：秋山竜次（ロバート）
- 白木：温水洋一
- 黒杏仁の中の男：塚地武雅（ドランクドラゴン）
- 宗助：田中圭
- 村杉蝉之介
- くわばたりえ
- 皆藤愛子
- 日野陽仁
- 春海四方
- OL：西田美歩
- OL：倉田亜味
- 田沢：相武紗季（特別出演）
- 鷹宮：高橋ひとみ
- 上野春江：室井滋

ほか
スタッフ
- 原作：鈴木おさむ
- 演出：本橋圭太
- 脚本：マギー
- プロデューサー：重松圭一、佐野拓水、平部隆明
- 特殊メイク監修：臼井則政
- 特殊メイク：松本美香
- ハンサムスーツ製作：サンクアール
- ロケ協力：千葉県フィルムコミッション、住商アーバン開発、新港クリーンエネルギーセンター　ほか
- 技術協力：バル・エンタープライズ
- 美術協力：KHKアート
- 音響効果：サウンドエッグノッグ
- 編集・MA：ザ・チューブ
- スタジオ：レモンスタジオ
- 協力：アスミック・エースエンタテインメント
- 製作プロダクション：ホリプロ
- 製作著作：関西テレビ放送